# Chrolin (stacja kolejowa)
Chrolin (ukr. Хролин) – stacja kolejowa w miejscowości Chrolin, w rejonie szepetowskim, w obwodzie chmielnickim, na Ukrainie. Położona jest na linii Koziatyn – Berdyczów – Szepetówka.
Stacja powstała w XIX w. na drodze żelaznej brzesko-kijowskiej pomiędzy stacjami Szepetówka a Połonne.